# Karabin Steyr ACR
Steyr ACR – austriacki karabin szturmowy zaprojektowany w ramach amerykańskiego programu Advanced Combat Rifle.

## Historia konstrukcji
W połowie lat 80. w USA rozpoczęto poszukiwania następcy karabinu M16. Od nowej broni wymagano, aby na dystansach do 300–400 m prawdopodobieństwo trafienia było o 100% większe niż w przypadku M16, a na dystansach większych od 400 m prawdopodobieństwo trafienia miało wzrosnąć ponad 100%. Jedną z czterech karabinów dopuszczonych do końcowych prób był austriacki Steyr ACR (pozostałymi były G11 ACR, Colt ACR i AAI-ACR).
Austriacki karabin był zasilany nową amunicja 5,56 × 45 mm SCF (Syntetic Cased Flatchette). Miała ona pierścieniową spłonkę, wykonaną z niepalnego tworzywa sztucznego łuskę i strzałkowy pocisk osadzony w polimerowym sabocie (pocisk miał masę 0,66 g, długość 41,25 mm i średnicę 1,6 mm). Konstrukcja pocisku sprawiła, że osiągał dużą prędkość początkową równą 1495 m/s (klasyczny pocisk 5,56 mm wystrzelony z lufy tej samej długości osiąga prędkość 990 m/s) i miał płaski tor lotu. poza dobrymi parametrami balistycznymi pocisku prawdopodobieństwo trafienia miał zwiększać celownik optyczny o zmiennym powiększeniu (1,5 i 3,5x).
Podobnie jak pozostałe badane karabiny Steyr ACR miał lepsze parametry niż M16, ale nie udało się osiągnąć wymaganego wzrostu prawdopodobieństwa trafienia. Po zakończeniu programu ACR, prace nad karabinem Steyr ACR zostały zawieszone.

## Opis konstrukcji
Steyr ACR jest indywidualną bronią samoczynno-samopowtarzalną zbudowana w układzie bullpup. Zasada działania oparta na wykorzystaniu energii gazów prochowych odprowadzanych przez boczny otwór lufy z długim skokiem pierścieniowego tłoka gazowego obejmującego lufę. Lufa gwintowana, skok gwintu 2160 mm. Steyr ACR strzelał z zamka otwartego. Komora nabojowa jest odrębną częścią poruszającą się poprzeczno-suwliwie. W dolnym położeniu komory nabojowej następuje dosłanie naboju z magazynka i ekstrakcja łuski, wypychanej przez dosyłany nabój. W położeniu górnym następuje wystrzał. Mechanizm uderzeniowy bijnikowy, rolę bijnika spełnia komora nabojowa. Mechanizm spustowy umożliwia strzelanie ogniem pojedynczym i seriami trójstrzałowymi. Przełącznik rodzaju ognia połączony z bezpiecznikiem ma postać dźwigni na obu bokach komory zamkowej, nad chwytem pistoletowym. Zasilanie z dwurzędowych magazynków pudełkowych o pojemności 24 naboi. Celownik optyczny o stałej nastawie i powiększeniach 1,5 i 3,5x.